# Alba Iulia
Alba Iulia (Oud-Roemeens: Bălgrad; Hongaars: Gyulafehérvár; Duits: Weißenburg, sinds 1711 Karlsburg) is een (vesting)stad en gemeente in de regio Transsylvanië in Roemenië.
De gemeente heeft 66.369 inwoners en ligt aan de rivier de Mureș. Naast de stad Alba Iulia bestaat de gemeente uit de volgende vier dorpen: 
- Bărăbanț (Borbánd)
- Micești (Ompolykisfalud)
- Oarda (Alsóváradja)
- Pâclișa (Poklos).

Bărăbanț verwijst mogelijk naar kolonisten uit Brabant die in de 13e eeuw zich hier vestigden. In de geschiedenis heeft de stad een belangrijke rol gespeeld zowel voor de Roemenen als voor de Hongaren.

## Ligging
Alba Iulia ligt in het middenwesten van Roemenië, in het district Alba.
Het ligt aan de voet van het Apusenigebergte, (ook wel Westelijke Zevenburgse Alpen genoemd), waarvan de hoogste berg, de Vladeasa, boven de 1800 m ligt.
Nabije steden zijn Sebeș, Turda, Deva, Sibiu en Cluj-Napoca.

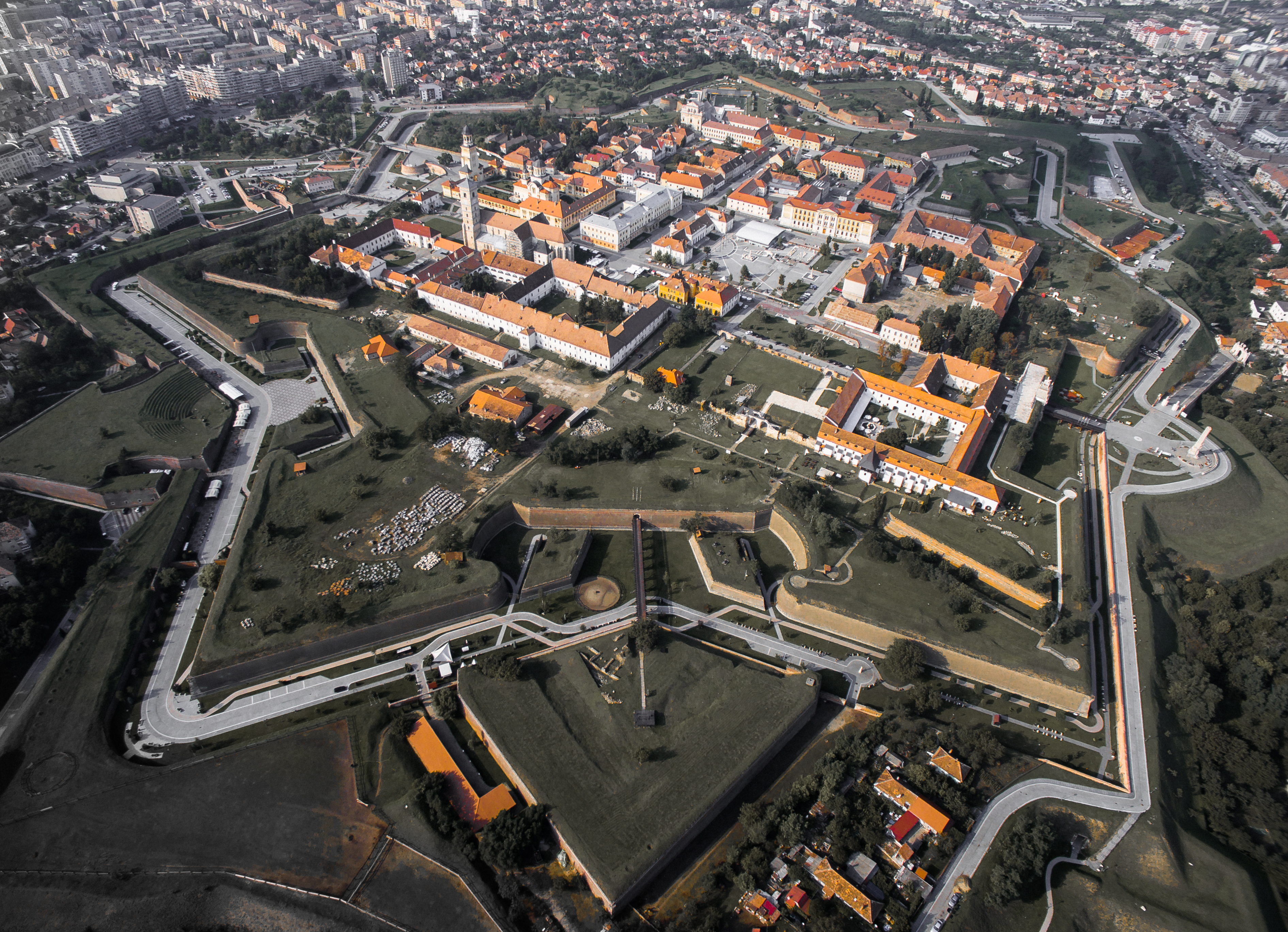
De vestingstructuur

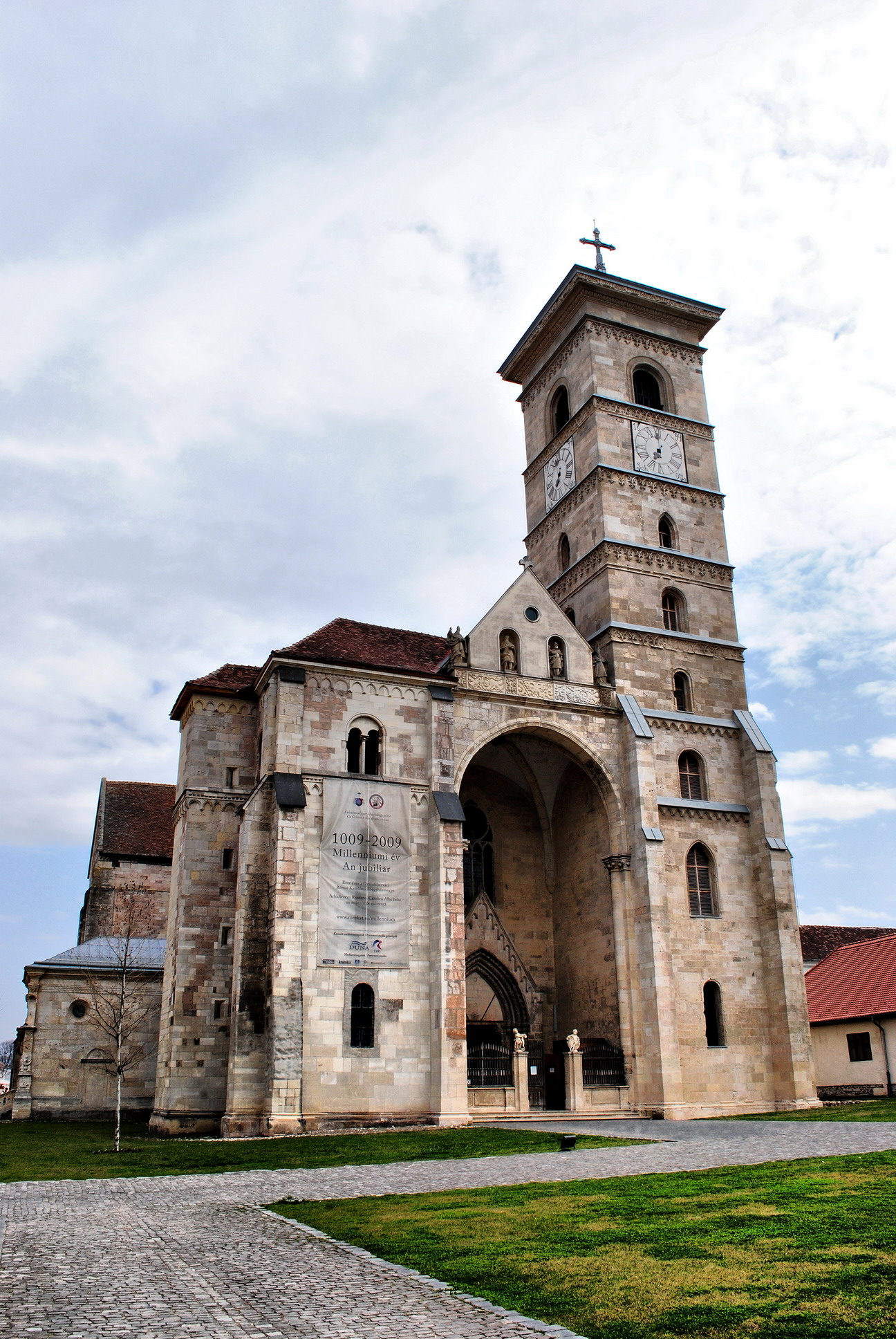
De Rooms Katholieke Kathedraal van Alba Iulia

## Naam
De naam van de stad verwijst naar de Witte burcht van Gyula II, een Hongaarse krijgsheer die in het jaar 952 werd gedoopt in Constantinopel. Gyula en zijn stam woonden op de plek van het voormalige Romeinse fort Apulum. De Hongaren noemden de stad sindsdien Gyulafehérvár. De vermoedelijk Slavische bevolking noemde de stad Bălgrad (Witte stad of witte burcht). In het Roemeens was de naam ook lang Bălgrad. In het latijn werd de plaats Alba Julia of Alba Yulia genoemd. Deze benaming werd later overgenomen door de Roemenen en werd na 1918 (toen de Hongaren Transsylvanië verloren) de officiële naam van de stad.

## Bevolking
Inwonersaantal per jaar
- 1850: 5.408 (2530 Roemenen, 1009 Hongaren)
- 1900: 11.507 (4833 Roemenen, 5250 Hongaren)
- 1910: 11.616  (5226 Hongaren, 5170 Roemenen)
- 1977: 41.199 (30978 Roemenen, 1924 Hongaren)
- 1992: 71.168 (60781 Roemenen, 2516 Hongaren)
- 2002: 66.406 (56016 Roemenen, 1836 Hongaren)
- 2011: 63.539 (55.671 Roemenen, 1010 Hongaren)
- 2021: 64.227 (53.788 Roemenen, 727 Hongaren)

### Hongaarse gemeenschap
De Hongaarse gemeenschap van Alba Iulia heeft de beschikking over een eigen onderwijsinstelling; Gróf Majláth Gusztáv Károly Római Katolikus Teológiai Líceum. In het onderwijscentrum krijgen de Hongaarstalige kinderen van 0 tot 18 jaar de gelegenheid tot onderwijs in hun moedertaal.
De school heeft een eigen bus die kinderen ophaalt uit de omliggende dorpen zoals Vințu de Jos (Alvinc) en Oiejdea (Vajasd) in de gemeente Galda de Jos. .
Een ander belangrijk instituut voor de Hongaren is het Rooms Katholieke Aartsbisdom. 
De Hongaarse gemeenschap neemt al jaren af, op haar hoogtepunt (in 1900) waren er op een totale bevolking van de gemeente van 16.560 inwoners 5.416 Hongaren (32,7%). In de stad zelf waren de Hongaren in dat jaar zelfs een relatieve meerderheid met 5.250 personen (45,6%) op een bevolking van 11.507, er waren toen 4.833 Roemenen (42%) en 1.261 Duitsers (10,5%).
Op basis van de volkstelling in 2011 waren en 1010 personen die Hongaars als nationaliteit opgaven. Op basis van de historische Hongaarse kerkgenootschappen waren dat er 1.195 katholieken en 582 Gereformeerden (1.717 personen).
In 2021 is het aantal Hongaren in de volkstelling 727 personen. Op basis van de historische Hongaarse kerkgenootschappen waren dat 1.029 Katholieken, 530 Gereformeerden en 27 Unitariërs (1.586 personen).

## Geschiedenis

Historische vlag van Gyulafehérvár

Alba Iulia was al bewoond in de Dacische tijd, en kreeg de naam Apulon. Toen de Romeinen het zuiden van Dacië veroverd hadden, werd de hoofdstad verplaatst van Sarmizegetusa naar Apulon, dat toen de Latijnse naam Apulum kreeg.
In de 9e eeuw werd de nederzetting Bălgrad (Witte Citadel) genoemd door de toen Slavische bevolking, naar de overblijfselen van de kalkstenen muren van de oude Romeinse burcht. De Hongaarse Gestas ontdekten de stad, namen ze in, en maakten ze tot hoofdstad van hun rijk in de 10e eeuw. De stad was de plek waar de landheer of Woiwode (Hongaars: Vajda) van Transsylvanië resideerde. De in 953 in Byzantium gedoopte Woiwode Gyula (Julius) bouwde in de stad de eerste Orthodoxe kerk. 
Stefanus I van Hongarije maakte het katholicisme tot staatsreligie en zo werd de eerste katholieke kathedraal gebouwd in de 11e eeuw. Nog steeds is Alba Iulia de zetel van de Rooms-katholieke aartsbisschop. Het aartsbisdom Alba Iulia heeft zijn meeste leden onder de Hongaren in het Szeklerland.
In 1442 gebruikte Jan Hunyadi, vorst van Transsylvanië, de citadel voor voorbereidingen op grote gevechten tegen de Ottomanen.
De stad werd in het jaar 1541 de hoofdstad van het vorstendom Transsylvanië en bleef dat tot 1690. Met de heerschappij van Gabriël Bethlen, tussen 1613 en 1629, kende Alba Iulia zijn Gouden Tijd. In 1690 kwamen de Habsburgers aan de macht, die de stad de naam Karlsburg gaven.
In 1600 was het de vorst van Walachije, Mihai Viteazul (Michaël de Dappere), gelukt voor het eerst de twee Roemeense vorstendommen (Wallachië en Moldavië) en Transsylvanië te verenigen. Daardoor wordt hij nu nog als een belangrijke Roemeense staatsheld gezien, ook al duurde die vereniging maar 1 jaar.
Op 1 december 1918 werd Transsylvanië door het Verdrag van Alba Iulia gevoegd aan Koninkrijk Roemenië, waardoor 1 december werd uitgeroepen tot nationale feestdag van Roemenië. Sindsdien is de naam ook Alba Iulia. 
De stad is een perfect voorbeeld van de roemenisering van Transsylvanië. Alba Iulia vormde het decor waartegen Ferdinand I van Roemenië in het jaar 1922 tot koning van Groot-Roemenië werd gekroond.

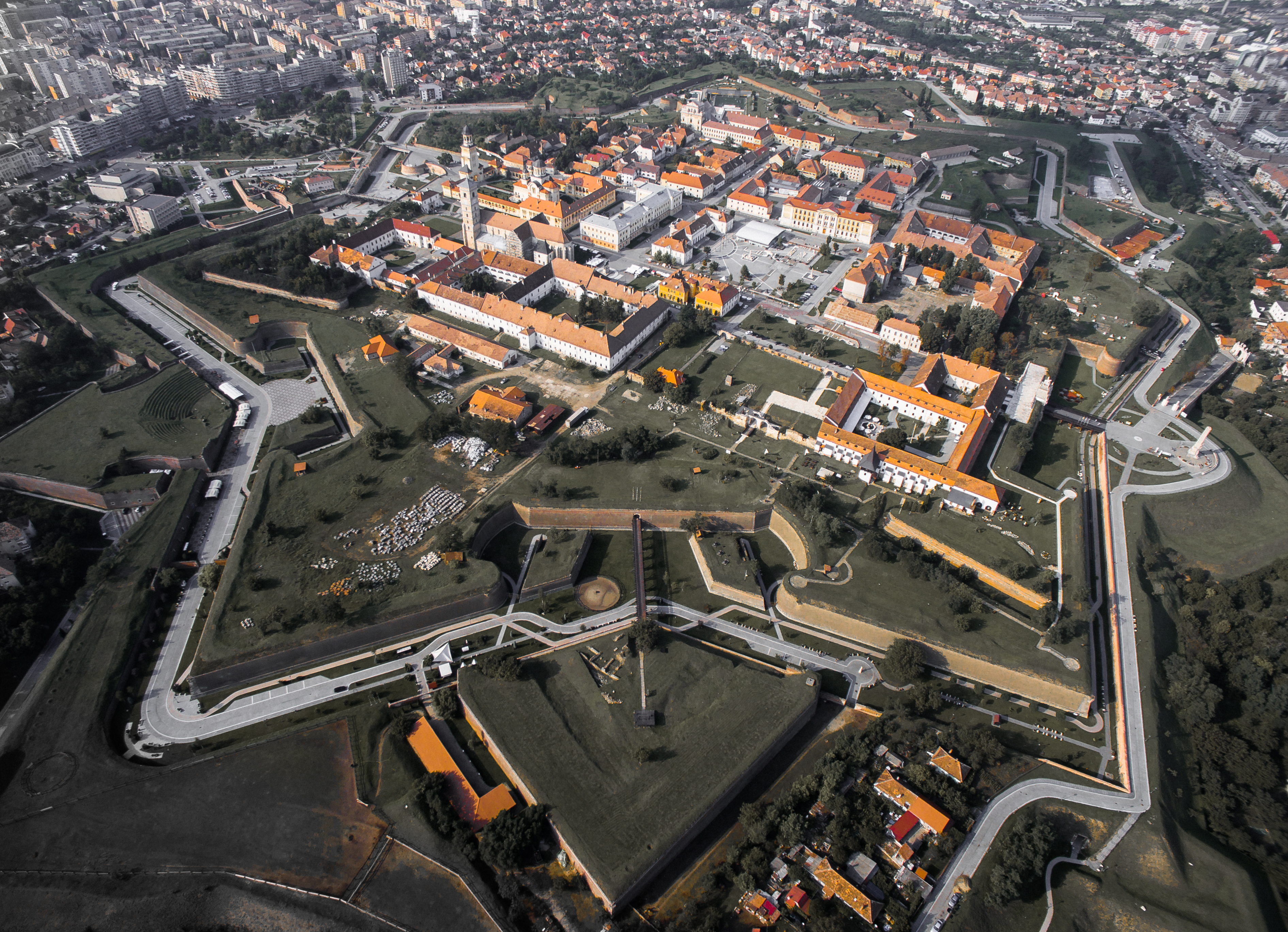
De vestingstructuur

## Stadsbeeld en bezienswaardigheden
Alba Iulia wordt gedomineerd door de stervormige vesting Alba Carolina (Cetatea Alba Carolina, Hongaars: Gyulafehérvári vár). De vesting werd gebouwd onder Habsburgs gezag en kwam in 1738 gereed. 20.000 slaven werkten aan de bouw. De vesting ligt op dezelfde plek als de eerdere Romeinse vesting Apulum en is gebouwd in de Vauban stijl.
Binnen de vesting liggen de meeste bezienswaardigheden van de stad zoals de Rooms Katholieke Kathedraal (13e eeuw), binnen liggen de vorsten van Transsylvanië, de Hunyadi's begraven. Naast de kathedraal staat aan de zuidzijde van de vesting het Prinselijk Paleis van de stad. 
De veel jongere Roemeens Orthodoxe Kathedraal (begin 20e eeuw) staat in de directe nabijheid. Ook is het centrum de plek waar de unie tussen de drie vorstendommen tot het moderne Roemenië werd uitgeroepen op 1 december 1918. Het gebouw staat tegenover het Museum van de Unie van Alba en heet de Sala Unirii. Een museum met archeologische en historische voorwerpen uit veelal de Romeinse periode. In het centrum staat verder het Batthyáneum, een bibliotheek die in 1794 werd gesticht door de Bisschop van Gyulafehérvár, Ignác Batthyány. Aan de noordzijde van de vesting ligt het Aporpaleis.
Ook de poorten die toegang tot de vesting zijn monumenten.
Aan de westzijde van de vesting ligt de moderne stad uit het communistische tijdperk met het grote zuilmonument van de Unie van Roemeense vorstendommen. Aan de oostzijde ligt een deel van de oude stad, hier ligt midden in een woonbuurt ook de Hongaars Gereformeerde kerk.

## Monumenten
- Rooms Katholieke Kathedraal – gebouwd in de 13e eeuw
- Roemeens Orthodoxe Kathedraal – gebouwd in 1921
- Batthyáneum bibliotheek – gebouwd in 1773

## Geboren
- Gheorghe Grozav (1990), Roemeens voetballer